# Beilschmiedia bracteata
Beilschmiedia bracteata là một loài thực vật thuộc họ Lauraceae. Đây là loài đặc hữu của Cộng hòa Dân chủ Congo. Chúng hiện đang bị đe dọa vì mất môi trường sống.